# Vincenzo Esposito (basket-ball)
Pour les articles homonymes, voir Esposito.
Vincenzo Esposito, né le 1er mars 1969, à Caserte, en Italie, est un joueur et entraîneur italien de basket-ball. Il évolue au poste d'arrière.

## Palmarès
- Champion d'Italie 1991
- Coupe d'Italie 1988
- MVP du championnat d'Italie 1999, 2000
- Meilleur marqueur du championnat d'Italie 1999, 2000, 2001